# Bernardino Facciotto
 (Casale Monferrato, 1540 – Casale Monferrato, 1598) è stato un architetto italiano.

## Biografia
Nato a Casale Monferrato nel 1540, fu allievo dell'ingegnere Francesco Paciotto e nel 1564 collaborò alla realizzazione della città di Torino. Nel 1576, su richiesta di Guglielmo Gonzaga duca di Monferrato, fu chiamato per l'edificazione della città di Alba.

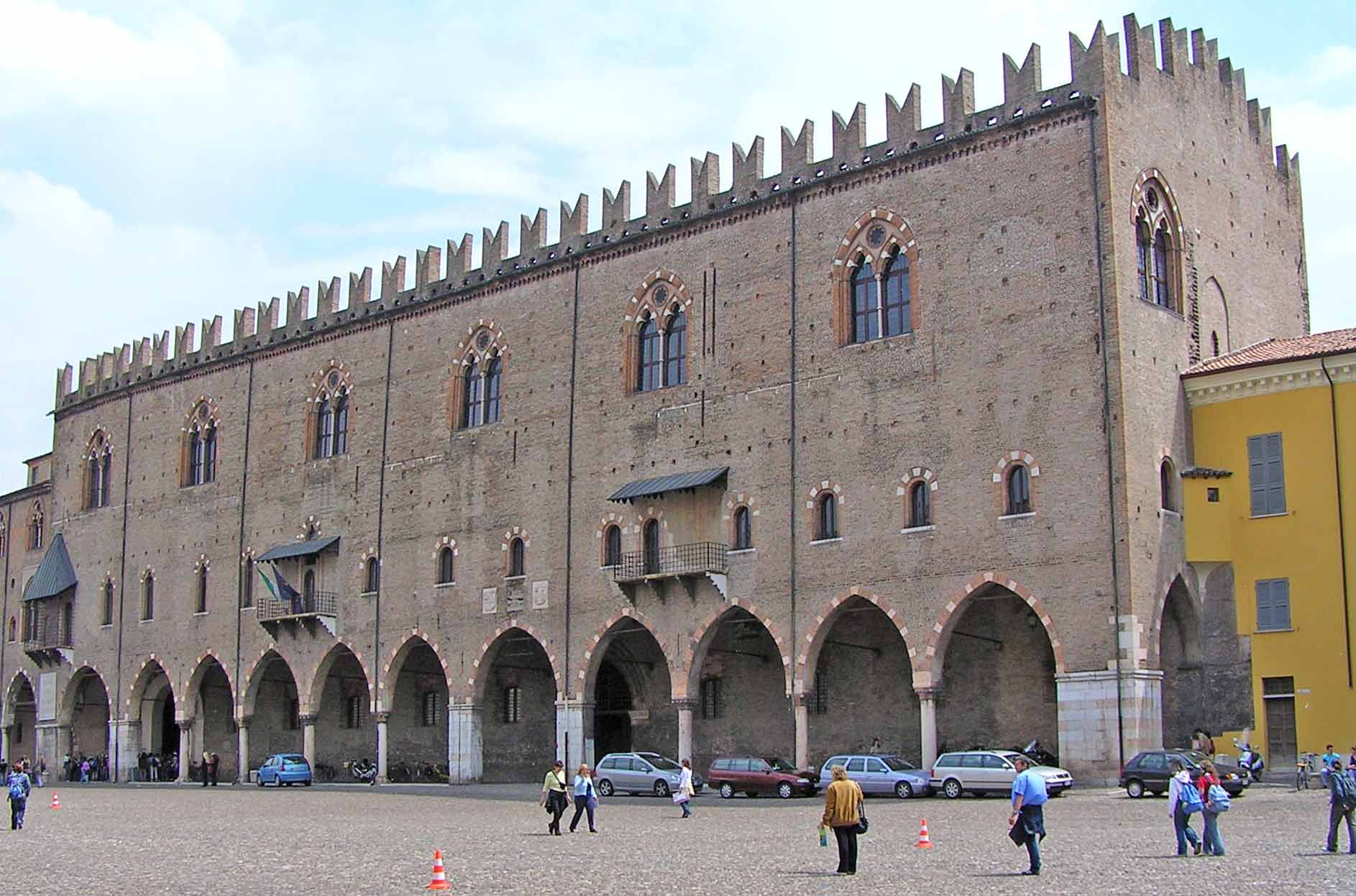
Mantova, Palazzo Ducale

In quegli anni giunse a Mantova e nel 1576 alla morte dell'architetto Giovan Battista Bertani fu incaricato di proseguire la ricostruzione di Palazzo Ducale, che completò con giardini, piazze, loggiati, gallerie, esedre e cortili, fissando definitivamente l'aspetto della residenza ducale. Fra il 1580 e il 1582 realizzò il cortile delle Otto Facce, detto anche "cortile degli Orsi".
L'attività del Facciotto per la corte gonzaghesca si espletò anche fuori città. A Motteggiana nel 1582 Corte Saviola (o Corte Ghirardina), iniziata da Luca Fancelli nel 1470 ca., subì una ristrutturazione allorquando la proprietà della corte tornò nelle mani del duca Guglielmo. Nel 1583 fece importanti lavori al palazzo di Gazzuolo e dal 1584 ingrandì la residenza di campagna di Goito, dove Guglielmo si ritirava per pregare.
Nel 1587 lavorò anche alla rocca di Cavriana e alla Villa Zani di Villimpenta, divenuta in quell'anno di proprietà dei Gonzaga e progettata nel 1530 da Giulio Romano. Alla morte di Guglielmo il Facciotto progetta per conto del successore Vincenzo il mausoleo della famiglia nella chiesa di San Francesco in Mantova.

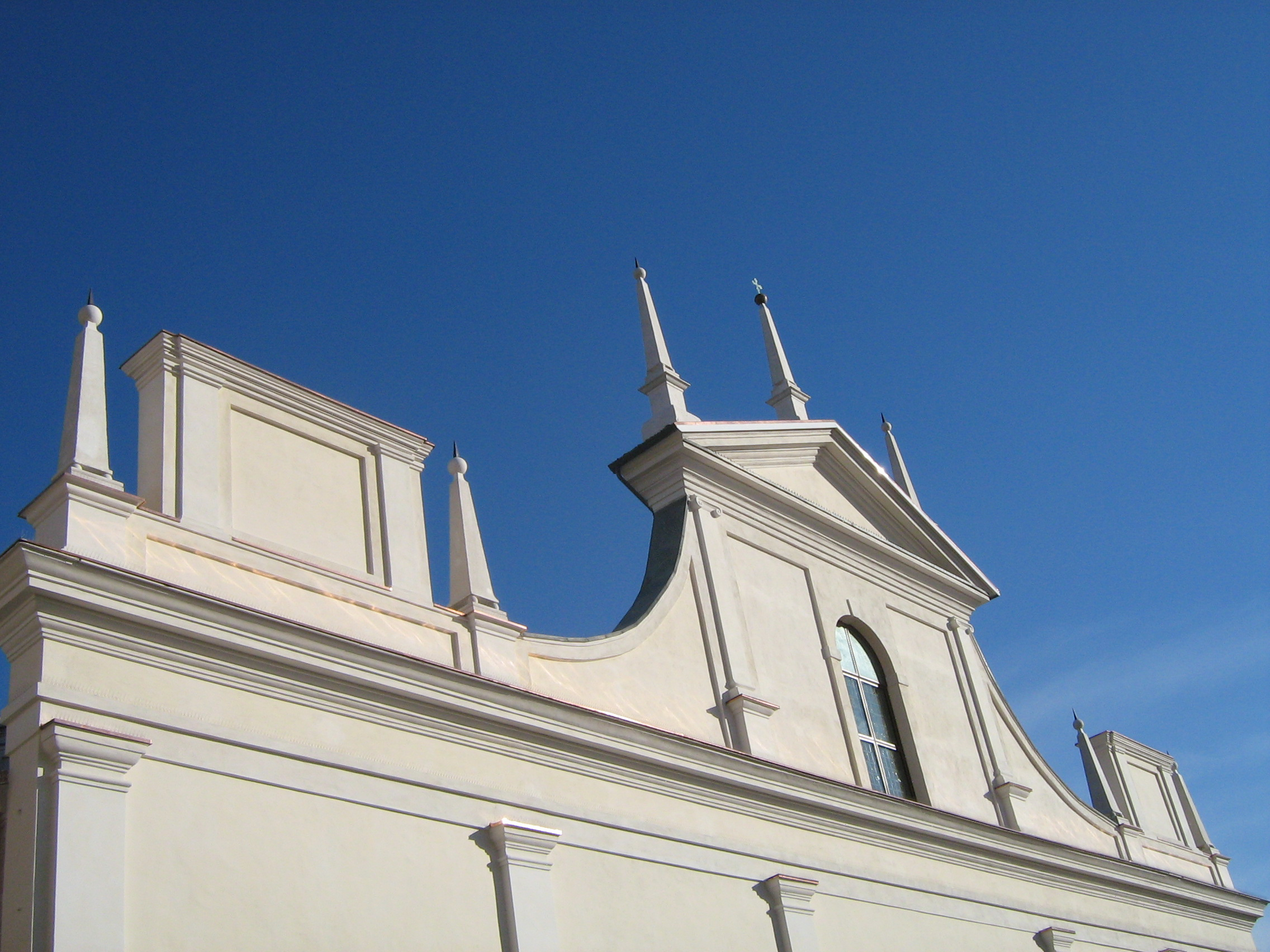
Castel Goffredo, chiesa prepositurale di Sant'Erasmo

Nel 1588 probabilmente fu inviato a Castel Goffredo, feudo del marchese Alfonso Gonzaga, per progettare ex novo la ricostruzione della chiesa prepositurale di Sant'Erasmo, che aveva subìto il crollo della cupola. Altre fonti farebbero supporre la presenza invece del figlio Girolamo.
Mentre era impegnato alle fortificazioni del Monferrato morì a Casale nel 1598.

## Discendenza
Bernardino ebbe due figli che proseguirono la sua attività:
- Girolamo (1565-1648 circa)
- Giovan Domenico